# 신풍종합고등학교
신풍종합고등학교는 충청남도 공주시 신풍면에 있었던 사립 고등학교이다.

## 연혁
- 1978년 : 신풍실업고등학교로 개교
- 1985년 : 신풍종합고등학교로 변경
- 2005년 : 폐교[1]

## 폐교 이후
폐교 이후, 신풍종합고등학교 자리에는 복합문화레저타운 힐스포레가 2024년에 들어섰다.